# Rosso e Nero (De Felice)
Rosso e Nero (talvolta citato erroneamente come Il rosso e il nero) è un libro-intervista di Renzo De Felice a cura di Pasquale Chessa, edito da Baldini & Castoldi nel 1995, mentre De Felice era impegnato nella scrittura dell'ultimo volume della biografia di Mussolini relativo alla guerra civile 1943-1945, per anticiparne i contenuti in forma divulgativa.

## Vendite
L'opera fu un grande successo editoriale: con trentamila copie esaurite nei primi due giorni, che non bastarono a soddisfare neanche la metà delle richieste, si impose subito nella classifica della saggistica come best seller, insieme a un altro libro che affrontava le stesse tematiche ma con un'opposta impostazione culturale, Il filo nero di Giorgio Bocca, uscito lo stesso giorno. Raggiunse anche il primo posto della classifica generale e lo mantenne per una settimana, venendo sorpassato da un romanzo di grande successo come Un luogo chiamato libertà di Ken Follett.

## Reazioni
Oltre che per le interpretazioni controcorrente di temi come l'8 settembre 1943, il motivo per cui Mussolini aveva fondato la Repubblica Sociale Italiana, la consistenza militare della Resistenza e l'atteggiamento della popolazione verso gli eventi bellici, il libro fece molto discutere per l'utilizzo di espressioni sferzanti quali «baracca resistenziale» – in riferimento al sistema di compromessi operante tra gli Alleati e le varie anime politiche della Resistenza, esemplificato dalla contrastata nomina di Raffaele Cadorna a comandante del Corpo Volontari della Libertà – e «vulgata», definizione applicata alla storiografia di ispirazione antifascista, giudicata «ontologicamente ideologica» così come la contrapposta versione neofascista (anch'essa definita «vulgata»), nonché «aggressivamente egemonica». Tali giudizi suscitarono un grande dibattito e numerose polemiche.
Per aver avvalorato l'ipotesi della cosiddetta "pista inglese" sulla morte di Mussolini e sostenuto l'esistenza del carteggio tra il duce e Churchill, Denis Mack Smith lo accusò di essere antibritannico. Marco Revelli gli dedicò un intero paragrafo del suo saggio Le due destre, intitolato "Lo storico della gente", in cui lo studioso del fascismo era definito «una sorta di Tamaro della storiografia» e Rosso e Nero un libro
Enzo Collotti ha definito l'opera «squallido pamphlet» che «senza reticenze sposa le tesi apologetiche del patriottismo di Mussolini e di altri collaborazionisti e sostiene l'impossibile tesi che Salò salvò il salvabile dopo l'armistizio del 1943».
Anche il filosofo e storico Norberto Bobbio, in una recensione del libro di De Felice, avanza numerose critiche. Tra queste spicca certamente quella alla concezione metodologica di De Felice stesso, il quale insiste nel rivendicare il carattere scientifico della storiografia solo quando è fondata unicamente sui fatti. Bobbio obietta che lo storico deve pur scegliere tra fatti ritenuti rilevanti o irrilevanti ed è inevitabilmente portato ad affermare una sua prospettiva morale quanto politica. A questo Bobbio aggiungeva la radicalità dell'antitesi tra fascismo e antifascismo, che non  si sarebbe potuta superare in nome della famigerata "identità nazionale".

## Edizioni
- Rosso e Nero, a cura di Pasquale Chessa, Milano, Baldini&Castoldi, 1995, ISBN 88-85987-95-8.